# Гордова Марина Мукіївна
Марина Мукіївна Гордова́ (дошлюбне прізвище — Чорноморець; 31 липня 1924, Цвітне — 20 грудня 1992, Черкаси) — майстриня художнього ткацтва та вишивки. Дружина Федора, мати Тамари Гордових.

## Життєпис
Народилася 31 липня 1924 року в селі Цвітному (нині Кропивницький район Кіровоградської області, Україна).
З 1954 року працювала декоратором Черкаського міського управління торгівлі. Померла в Черкасах 20 грудня 1992 року.

## Творчість
Авторка ряднин: «Золота осінь» (1980); «Літній Чумацький Шлях» (1980); «Ясне сонечко» (1984); «Серпневі передзвони» (1984), «Зоряна ніч» (1989).
Роботи майстрині експоніювалися на мистецьких виставках з 1975 року. Окремі твори зберігаються у Канівському музеї народного декоративного мистецтва, Черкаському та Сумському художніх музеях, Національному музеї народної архітектури та побуту України в Києві.